# NGC 7069
NGC 7069 is een elliptisch sterrenstelsel in het sterrenbeeld Waterman. Het hemelobject werd op 12 oktober 1863 ontdekt door de Duitse astronoom Albert Marth.

## Synoniemen
- UGC 11747
- MCG 0-54-19
- ZWG 375.40
- PGC 66807